# Irritator
Irritator challengeri és una espècie de dinosaure espinosàurid que va viure al Cretaci inferior (Albià), fa uns 110 milions d'anys. S'estima que arribava als 8 metres de longitud i a una alçada de 3 metres. Les seves restes fòssils es van trobar al Brasil.